# Marianne Grunthal

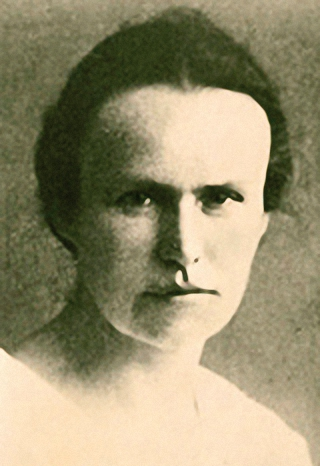
Marianne Grunthal

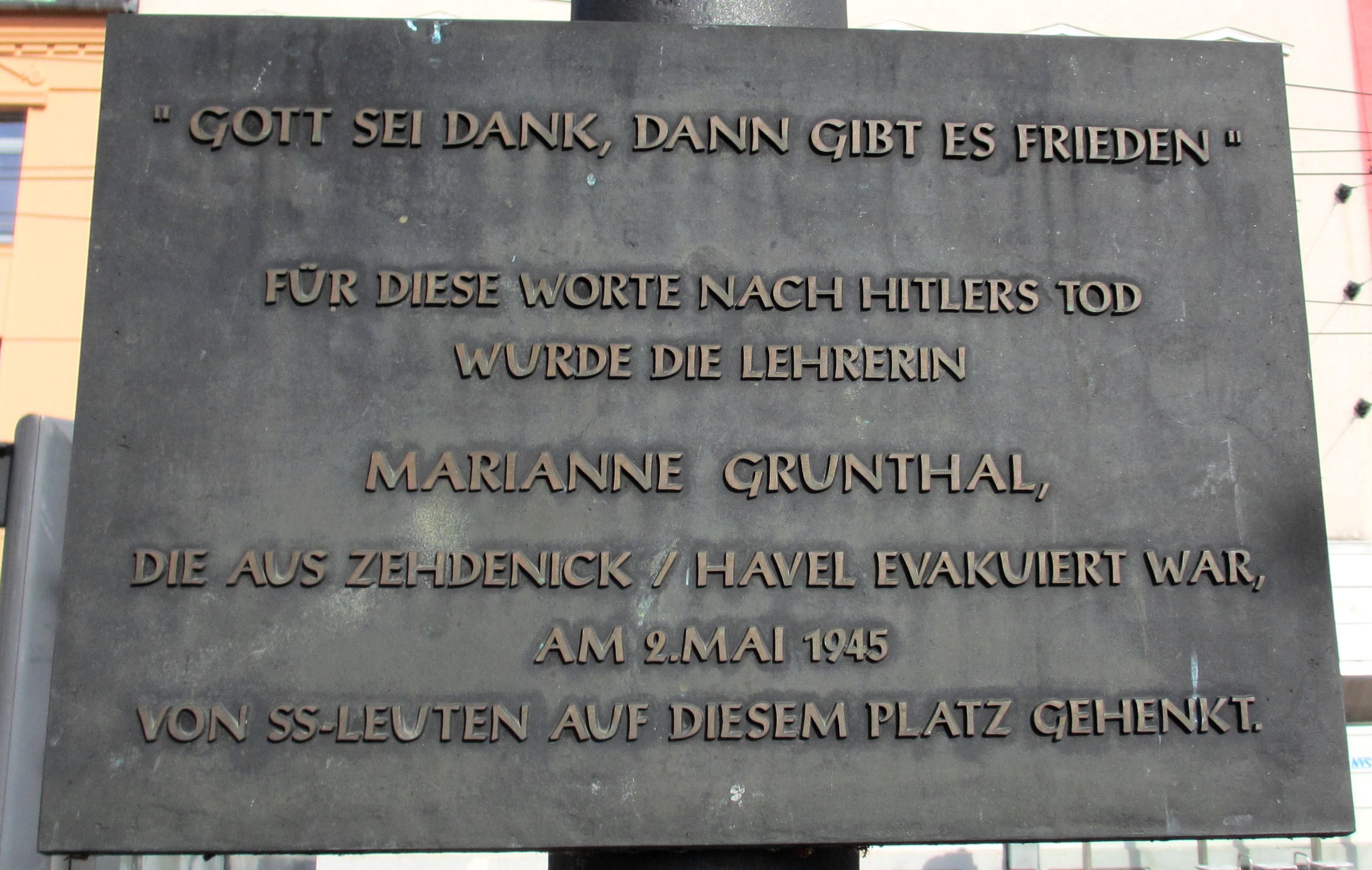
Gedenktafel auf dem Schweriner Grunthalplatz

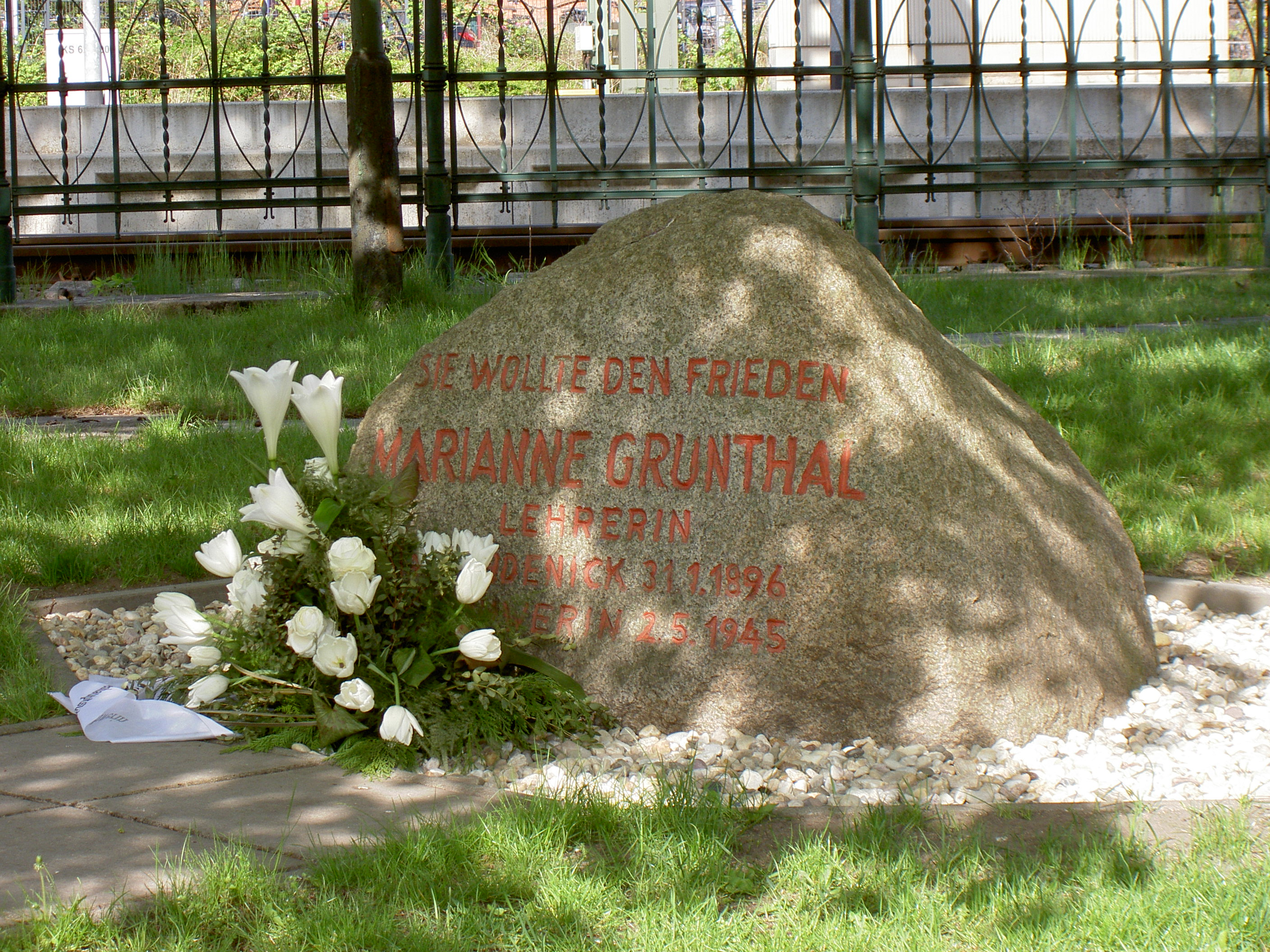
Gedenkstein, südlich des Bahnhofsgebäudes

Marianne Grunthal (* 31. Januar 1896 in Zehdenick; † 2. Mai 1945 in Schwerin) war eine deutsche Lehrerin, die von SS-Männern am 2. Mai 1945 auf dem Bahnhofsvorplatz von Schwerin erhängt wurde, kurz vor dem Einmarsch der amerikanischen Truppen. Sie wurde somit Opfer der Endphaseverbrechen.

## Leben
Marianne Grunthal war die Tochter eines Schlachters. Sie besuchte in ihrer Heimatstadt Zehdenick die Schule und die kaufmännische Berufsschule. Anschließend ging sie nach Berlin, wo sie eine Ausbildung als Lehrerin für Handarbeit und Hauswirtschaftskunde, Turn- und Schwimmunterricht absolvierte. Von 1919 bis 1943 arbeitete sie als Lehrerin in Zehdenick. 1944 musste sie wegen eines Augenleidens den Schuldienst quittieren. Durch die kriegsbedingte Evakuierung kam sie 1945 über Groß Pankow und Crivitz nach Schwerin.
Nachdem die Nachricht von Hitlers Tod bekannt geworden war, hatte sie erleichtert ausgerufen: „Gott sei Dank, dann gibt es Frieden!“ (Andere überlieferte Version: „Gott sei Dank, jetzt gibt es Frieden“.) Dieser Ausspruch wurde von den SS-Wachmannschaften, die die Gefangenen der Konzentrationslager Ravensbrück und Sachsenhausen auf Todesmärschen nach Westen führten, gehört. Sie hängten Marianne Grunthal ein Pappschild mit der Aufschrift: „Eine deutsche Frau, die sagt: Gott sei Dank, dass der Führer tot ist“ um und erhängten sie unter den Augen von Soldaten, Flüchtlingen und Einheimischen an einem Laternenmast auf dem Bahnhofsvorplatz. Am selben Tag erreichten amerikanische Truppen Schwerin.
Das Grab von Marianne Grunthal befindet sich auf dem Nordfriedhof in Zehdenick (Mark).
Bei ihrer Beerdigung sprach der Pastorensohn Martin Hellberg folgende Worte:

„Marianne Grunthal! Im Leben sind wir uns nicht begegnet, aber dein Tod hat dir unsere Herzen gewonnen. […] Du hast als erste frei ausgesprochen, was Millionen, ja ich wiederhole es getrosten Mutes, Millionen gleich dir empfanden. Aber du hast für dies ‚Um-Stunden-zu früh‘ bezahlt wie alle, die einer Wahrheit zuerst den Atem ihrer Rede gaben: nämlich mit dem Leben. […] Marianne Grunthal, dein Tod war ein Symbol: Du starbest im Angesicht einer Menschenmenge, die, gelähmt von Furcht, das Entsetzliche zuließ. Aber das Ungeheuerliche konnte nur geschehen, weil seit Jahren der Abschaum unseres Volkes das Recht des höchsten Richters ungehindert übte. Drohung und Lüge waren sein Vorspann – das Chaos ist sein Erbe geworden. Dies – Marianne Grunthal – führte dein Schicksal uns noch einmal erschreckend vor Augen und an deiner Bahre geloben wir: Deines Namens Gedächtnis zu wahren, weil sein Klang uns gemahnt, wachsam zu sein!“

## Gedenken
Der Schweriner Bahnhofsvorplatz ist heute nach Marianne Grunthal benannt. An einem Laternenmast auf dem Grunthalplatz wurde eine Gedenktafel angebracht. 1990 wurde der Mast wegen seines schlechten Zustands eingelagert und 1995 mit der Gedenktafel wieder aufgebaut.
Auch in Zehdenick trägt eine Straße ihren Namen.